# لیریا
لیریا یکی از شهرهای پرتغال است که در منطقه مرکزی کشور پرتغال قرار دارد.